# Fonolita
La fonolita es una rara roca ígnea volcánica (extrusiva) de composición intermedia (entre félsicos y máficos), con texturas entre afaníticas y porfídicas.
El nombre "fonolita" proviene del griego y significa "piedra sonora" por el sonido metálico que produce si golpea una placa no fracturada.

## Origen
La fonolita es inusual ya que se forma a partir de un contenido de sílice altamente insaturado al derretirse a niveles bajos de fusión parcial (menos del 10%) con rocas alúminas de la corteza inferior, como tonalita, monzonita y rocas metamórficas. La fusión de tales rocas en un grado muy bajo promueve la liberación de aluminio, potasio, sodio y calcio a través de la fusión del feldespato, con cierta participación de minerales máficos. La mezcla resultante tiene baja saturación de sílice (es decir, el cuarzo está ausente de la fusión o de las rocas solidificadas), con feldespatoides que dominan sobre el feldespato en la masa fundida.
La aparición de la fonolita está asociada a algunos procesos geológicos y eventos tectónicos, que pueden conducir a la fusión de litologías precursoras adecuadas. Estos incluyen vulcanismo intracontinental, como se puede formar por encima del manto cubierto por corteza continental gruesa. Las zonas alcalinas y ricas en granitos de tipo A suelen estar asociadas a las fonolitas. Las fonolitas también pueden aparecer por el bajo grado de fusión parcial bajo las placas de material granítico en colisión de los cinturones orogénicos.

## Mineralogía
Las fonolitas, ya que son productos de bajo grado de fusión parcial, tienen una saturación de sílice baja, y tienen feldespatoides en su mineralogía normativa.
Los conjuntos minerales en los yacimientos de fonolita suelen ser abundantes en feldespatoides (nefelina, sodalita, hauynita, leucita y analcita) y feldespato alcalino (sanidina, anortoclasa o ortoclasa), y plagioclasa sódica rara. La biotita, los anfíboles ricos en sodio, los piroxenos y el olivino rico en hierro se encuentran con frecuencia en menor cantidad. Las fases accesorias incluyen titanita, apatita, corindón, zircón, magnetita e ilmenita. Las fonolitas tienen una baja saturación de sílice, como ilustra la posición de fonolita en la clasificación TAS y diagramas QAPF.
La fonolita es un equivalente granulado fino de sienita nefelina, y la génesis de estos magmas se discute en el tratamiento de ese tipo de roca.

## Yacimientos
Las sienitas de nefelina y las fonolitas se presentan ampliamente distribuidas por todo el mundo en Canadá, Noruega, Groenlandia, Suecia, los montes Urales, los Pirineos, Italia, Francia (Auvernia), Brasil, la región del Transvaal, y el complejo ígneo de Arkansas de Magnet Cove, así como en islas oceánicas (por ejemplo, las Islas Canarias).
Las rocas nefelinas normativas aparecen en estrecha asociación con el Complejo Ígneo Bushveld, posiblemente formado por fusión parcial de las rocas de la pared adyacente a la intrusión de grandes capas ultramáficas.

## Usos
Las fonolitas pueden ser de interés como piedra de fábrica o como agregados de gravas.
En ocasiones, se pueden utilizar complejos mineralizados alcalinos de sienita nefelina-fonolita mineralizada alcalino-fonolita para la mineralización de tierras raras, la mineralización de uranio y de fosfatos, por ejemplo en Phalaborwa, Sudáfrica.